# Yun Jeong-mo
Yun Jeong-mo (en hangeul : 윤정모) est une auteure sud-coréenne née en 1946. 

## Biographie
Yun Jeong-mo est née à Gyeongju dans la province de Gyeongsangbuk-do. Elle fréquente le Lycée des filles Haehwa à Busan et obtient une licence en écriture créative à l'institut des arts Sorabol. En 1968, alors qu'elle était encore étudiante, elle publie un roman intitulé Un vent moiré (Munijeo buneun baram), puis une succession de romans avec notamment Dans l'itinéraire de la vie (Saeng-ui yeoro-eseo) Un Pétale dans le vent (Jeo Barami kkotnipeul), et Même le soleil est dans le champ (Geuraedo deullyeogaen haetsari). Son roman Les filles du mur de vent (Barambyeok-ui ttaldeul), lui a permis de remporter le 1er prix du concours littéraire organisé par le Centre des femmes en Corée en 1981.

## Œuvre
Après le soulèvement de Gwangju  en 1980, elle adopte dans ses œuvres littéraires une attitude fortement critique envers la réalité . Elle aborde des questions difficiles telles que la tragédie de la partition nationale et la colonisation, et le conflit entre les riches et les pauvres. Son récit Le nom de la mère était Josenppi (Aemi ireumeun josenppi yeotda) traite de la question des "Femmes de réconfort" à la fin de la colonisation japonaise en Corée. L'île (Seom) ensuite rebaptisée Un cri se fit entendre soudainement (Geurigo hamseong-i deulleotda) traite de la lutte des lépreux au cours de la période coloniale japonaise. Harnais (Goppi) explore la relation entre la commercialisation du sexe et la domination des puissances étrangères. Son récit Le rêve d'un papillon (Nabi-ui kkum) est basé sur la vie du compositeur Isang Yun, qui représente une forme d'accomplissement esthétique dans un contexte de tragédie nationale.